# Zingiber hainanense
Zingiber hainanense là một loài thực vật có hoa trong họ Gừng. Loài này được Yu Shi Ye, Lin Bai và Nian He Xia miêu tả khoa học đầu tiên năm 1980.

## Mẫu định danh
Mẫu định danh: Yushi Ye 5626; thu thập ngày 26 tháng 9 năm 2005, ở cao độ 500–800 m, bờ suối trong thung lũng, Khu bảo tồn Thiên nhiên Anh Ca Lĩnh (鸚哥嶺), thôn Mao Lộ, trấn Mao Dương, phó địa cấp thị Ngũ Chỉ Sơn, tỉnh Hải Nam, Trung Quốc. Mẫu holotype lưu giữ tại Vườn Thực vật Hoa Nam ở Quảng Châu (IBSC).

## Từ nguyên
Tính từ định danh hainanense lấy theo tên địa danh Hải Nam.

## Phân bố
Loài này có tại Khu bảo tồn Thiên nhiên Anh Ca Lĩnh, thôn Mao Lộ, trấn Mao Dương, phó địa cấp thị Ngũ Chỉ Sơn, tỉnh Hải Nam, Trung Quốc. Môi trường sống là vùng đất thấp, trên đất hay cát tại những khu vực có bóng râm, ẩm ướt trong khe núi hay tại tầng dưới tán trong rừng.

## Phân loại
Z. hainanenense được xếp trong tổ Cryptanthium.

## Mô tả
Cây thảo thân rễ sống lâu năm, cao khoảng 1 m. Thân rễ mọng, phân nhánh, đường kính 0,8–2 cm, vỏ nâu sáng, thân rễ già ruột từ trắng tới vàng nhạt với lớp ngoài màu tía nhạt, thân rễ non màu tía sẫm; các củ rễ hình trứng, ruột màu ngà. Các chồi lá tới 12 lá khi nở hoa; các bẹ lá có sọc dọc, lông tơ trắng, các bẹ dưới màu đỏ tía, các bẹ trên màu xanh lục; lưỡi bẹ dài 3–4 mm, 2 thùy, đỉnh tam giác, dạng màng, mép khô xác, rậm lông tơ; cuống lá dài 2–3 mm, chỉ bao gồm gối, có lông tơ; phiến lá hình elip tới elip hẹp, 12-25 × 2,8–5 cm, mặt gần trục xanh lục tới xanh lục sẫm, thưa lông tơ dọc theo hai bên gân giữa, mặt xa trục màu xanh lục nhạt, rậm lông tơ, đáy tù tới thuôn tròn, đỉnh nhọn thon. Cụm hoa 2-3, từ thân rễ; cuống cụm hoa dài 0,5–2 cm, chìm trong lòng đất, các vảy thuôn dài; cành hoa bông thóc hình trứng ngược, 3-5 × 2–3 cm, ít hoa với các lá bắc (~8) xếp lỏng lẻo; lá bắc vô sinh 2-4 × 1,6–2 cm, hình trứng hẹp, màu ánh lục với ánh đỏ tía dày dặc, đỉnh tù hoặc rộng đầu, lá bắc hữu sinh đỡ 1 hoa, hình trứng hẹp, màu xanh lục ánh vàng với ánh đỏ, 3-4 × 0,6–1 cm, đỉnh nhọn; lá bắc con hình trứng hẹp, đỉnh nhọn, ~2,5 × 0,7 cm, nửa trong mờ, màu xanh lục ánh vàng tại đáy, với ánh xanh lục-tía tại đỉnh. Hoa dài 6–7 cm, thò dài ra ngoài lá bắc; đài hoa hình ống, dạng màng, dài 1,3 cm, chẻ một bên tới 0,5 cm, đỉnh 3 răng, râu trên mỗi răng con, thưa lông tơ trên đáy ở mặt ngoài, mặt trong nhẵn nhụi, màu trắng ánh xanh lục nhạt, với ánh đen-tía ở đỉnh; ống tràng màu trắng, dài 2,5–4 cm; thùy tràng lưng hình trứng hẹp, ~3 × 0,7-0,8 cm, màu đỏ-hồng, lõm, thưa lông tơ mặt ngoài, nhẵn nhụi mặt trong, đỉnh có mấu nhọn; các thùy tràng bên hình trứng hẹp, ~2,5 × 0,3-0,4 cm, màu đỏ-hồng, quay ngoắt xuống, thưa lông tơ mặt ngoài, nhẵn nhụi mặt trong; cánh môi thẳng tới hình trứng hẹp, 2,3-3,3 × 0,2-0,6 cm, màu tía với kem ở đáy, đỉnh chẻ đôi (hiếm khi nguyên); nhị lép bên thẳng tới hình trứng hẹp, 1-1,8 × 0,2-0,5 cm, màu tía, đỉnh nhọn. Nhị dài ~3 cm; chỉ nhị dài ~3 mm, rộng 2,5 mm, bao phấn dài ~12 mm, mô liên kết màu vàng, mô vỏ bao phấn dài 12 mm, nứt dọc toàn bộ chiều dài; phấn hoa màu vàng sáng, hạt hình gần cầu, không lỗ hổng, với nét chạm trổ kiểu sọc xoắn, ~73 × 50 μm, tỷ lệ P/E = 1,33; mào bao phấn hình mỏ, dài 12–15 mm, màu đỏ tía, đỉnh chẻ đôi, hiếm khi nguyên. Vòi nhụy hình chỉ, màu trắng, nhẵn nhụi; đầu nhụy hình phễu, màu trắng hoặc hơi tía nhạt, lỗ nhỏ có lông rung. Bầu nhụy hình trụ, màu xanh lục ánh vàng nhạt, 3 ngăn, ~7 × 3 mm, rậm lông tơ; tuyến trên bầu 2, màu vàng nhạt, dài ~4 mm, đường kính 0,3 mm, đỉnh tù. Quả hình trứng, quả nang 3 ngăn, 3,5 × 1,5–2 cm, màu kem ánh lục với ánh hồng-đỏ bên ngoài, màu đỏ bóng loáng bên trong; hạt hơi hình trứng ngược, 4-6 × 2,5–3 mm, màu nâu sẫm tới đen, có sọc, áo hạt màu trắng, giống như túi, với đỉnh góc cạnh không đều, che phủ phần lớn hạt. Ra hoa tới cuối tháng 9, tạo quả tới tháng 3 năm sau, ngủ xuân hè tháng 4-6. 2n = 22.
Tương tự như Z. kawagoii - loài đặc hữu Đài Loan. Chúng giống nhau ở hình dạng thân rễ, cụm hoa và màu hoa. Tuy nhiên, cánh môi và các nhị lép bên của nó là rất thanh mảnh, đỉnh cánh môi và phần phụ bao phấn gần như luôn chẻ đôi trong khi cánh môi của Z. kawagoii là hình trứng ngược hay gần hình thoi, có khía răng cưa và các nhị lép bên nhỏ thuôn dài, phần phụ bao phấn nguyên.
Nó cũng tương tự Z. guangxiense ở chỗ lưỡi bẹ 2 thùy có lông măng, mặt xa trục của phiến lá màu đỏ tía, các lá bắc hữu sinh hẹp nhọn và sắp xếp lỏng lẻo, cánh môi chẻ đôi. Tuy nhiên, cánh môi và các nhị lép bên của Z. hainanense màu tía với đáy màu trắng kem trong khi ở Z. guangxiense thì hoa màu ánh vàng.